# STANAG 3910
 (octobre 2019).
'STANAG 3910 High Speed Data Transmission Under STANAG 3838 or Fibre Optic Equivalent Control (Transmission de données à grande vitesse sous STANAG 3838 ou commande équivalente en fibre optique), est une norme décrivant un protocole défini dans un STANAG (NATO Standardization Agreement, organisme de standardisation de l'OTAN) pour le transfert de données, principalement destiné à être utilisé dans les systèmes avioniques. 
La norme STANAG 3910 permet d'adjoindre à un bus de données 1553 de débit 1 Mb/s (normes STANAG 3838  / MIL-STD-1553B / MoD Def Stan 00-18 Pt 2 (3838 / 1553B)) un Bus à haute vitesse (HS) de débit 20 Mb/s, désigné dans la norme par la ligne haute vitesse (en abrégé HS, de l'anglais High Speed) : dans la mise en œuvre du STANAG 3910, le bus 1553B (3838) est alors appelé ligne à basse vitesse ou (LS) (en abrégé de l'anglais Low Speed). L'un ou l'autre des deux canaux (ou les deux) peuvent être redondés, et utiliser des supports électriques ou optiques. Lorsque les canaux utilisent des supports redondants, ceux-ci sont désignés individuellement sous le nom de bus par la norme.   

## Histoire
Le STANAG 3910 d'origine, c'est-à-dire la norme OTAN, a atteint au moins la version intermédiaire 1.8, avant que les travaux ne soient abandonnés au début des années 90, au profit d'une publication par des organisations de normalisation non militaires. Dans la préface de la révision 1.7. du STANAG de mars 1990, il est indiqué que « Le corps de ce document est identique à la version révisée 1.7 du projet de prEN 3910 proposé » . Par la suite, plusieurs versions provisoires, prEN 3910 P1 et P2, ont été produites par le groupe de travail C2-GT9 de l'Association européenne des constructeurs de matériaux aérospatiaux (AECMA), aujourd'hui ASD-STAN, avant que son développement ne cesse également en 1996-1997 à la suite du retrait de la délégation française, qui présidait alors AECMA C2-GT9. 
En conséquence, la norme reste depuis août 2013 sous forme de brouillon. La dernière version préliminaire est le prEN3910-001, numéro P1, sur laquelle figure la page de couverture: « Cette série du secteur aérospatial a été élaborée sous la responsabilité de l'AECMA (Association européenne des industries aérospatiales). Il est publié en version brouillon pour les besoins des membres de l'AECMA ».  Cependant, malgré cette exclusion de responsabilité, le document est proposé à la vente par ASD-STAN pour 382,64 € (2013). 

## Utilisation
Le caractère incomplet du processus de normalisation (août 2013) n'a pas empêché la mise en œuvre d'au moins deux versions de STANAG 3910: une pour l'Eurofighter Typhoon  et une pour le Rafale de Dassault Aviation. La version Eurofighter, appelée EFABus, est normalisée par un document interne à Eurofighter (SP-J-402-E-1039). La documentation de normalisation pour la version Dassault est inconnue. 
La version EFABus du STANAG 3910 utilise un canal basse vitesse LS de type électrique (1553B / 3838) et un canal haute vitesse HS à fibres optiques,. La version spécifiée pour le Dassault Rafale utilise un support électrique pour les deux canaux. 
Il existe un certain nombre de fabricants d'équipements avioniques qui fournissent à la fois des équipements de vol et des équipements au sol (de test) conformes à cette norme de protocole. 

## Médias
Le projet de norme contient des annexes qui spécifient un certain nombre de types de supports différents pour les canaux haute vitesse et basse vitesse, ainsi que des implémentations identifiant l'un de ces supports spécifique avec les spécifications correspondantes. 

### Optique
Les versions de STANAG 3910 utilisant un support optique pour le composant de canal HS nécessitent un composant passif supplémentaire, sous la forme d'un coupleur optique en étoile (star coupler) soit réfléchissant, soit transmissif, pour interconnecter les terminaux distants. Cela limite le nombre de terminaux distants pouvant être connectés au support HS, de par l'effet du coupleur optique en étoile sur la puissance optique (déterminé par le nombre de chemins de l'étoile). Par conséquent, il peut ne pas être possible pour tous les abonnés (jusqu'à) 31 RTs (et 1 BC) connectés au canal LS d'avoir des connexions à la ligne haute vitesse HS. 
Les supports optiques incluent les fibres avec cœurs de 200 et 100 μm de diamètre (gainage 280, 240, ou 140 μm) et les fibres à gaine enfoncée. Ce sont des fibres avec des cœurs plus grands qui sont communément utilisés pour des applications commerciales à court trajet, qui sont habituellement du 50/125 or 62.5/125 μm.
La principale différence entre les réseaux de fibres couplées en étoile transmissive et réfléchissante est que deux fibres sont nécessaires avec le coupleur en étoile transmissif pour connecter un élément remplaçable en ligne (LRI), mais avec l’étoile réfléchissante et un coupleur en Y interne au LRI, seulement une seule fibre est requise: un coupleur « Y », est un dispositif optique à trois ports qui relie le simplex émetteur et le récepteur simplex à une seule fibre qui transporte des signaux optiques émis et reçus par le LRI dans des directions opposées (semi - duplex). Cependant, alors que l’utilisation de l'étoile réfléchissante réduit le câblage dans l'avion, et donc le poids, les pertes excessives liées à l’utilisation des coupleurs en Y et du coupleur en étoile réfléchissant permettent plus difficilement de répondre aux exigences du bilan de puissance, compte tenu de la puissance de l'émetteur et de la sensibilité du récepteur. Bien qu'il soit explicitement indiqué que les bus LS peuvent être une fibre optique équivalente au STANAG 3838, par exemple MIL-STD-1773, il n’existe aucune implémentation connue de cette approche.

### Électrique
Les versions utilisant un canal HS électrique nécessitent un composant actif supplémentaire, sous la forme d'un répétiteur central, avec des lignes de collecteur et de distribution multi-prises (qui utilisent des coupleurs directionnels pour se connecter aux LRI) et une mémoire tampon différences dans les débits de données. 
Le STANAG et son annexe sur les supports électriques, spécifient un câble d’impédance caractéristique de 100 ohms pour les lignes de collecteur et de distribution. Aucune longueur maximale de câble n’est donnée pour l’un ou l’autre, pas plus que le nombre de coupleurs directionnels et donc de RT. Cependant, les pertes dans les coupleurs directionnels et autres systèmes, en particulier pour la RT la plus éloignée du répéteur central, et les limitations de la dynamique entre les RT les plus éloignées (et les plus atténuées) et les plus proches (et les moins atténuées), limiteront le nombre de RT fonctionnant selon la norme pouvant être connecté au canal HS. 
Comme le STANAG 3910 utilise un canal de contrôle basse vitesse LS 3838 / 1553B, les architectures logiques prises en charge sont très similaires à celles décrites pour 3838 / 1553B. Il existe essentiellement un contrôleur de bus (BC) et jusqu'à 31 terminaux distants (RT) adressés individuellement (0-30) connectés au bus. Le BC commande ensuite aux RT de recevoir ou de transmettre les données, que ce soit sous forme de transferts de RT à RT (en point à point), de RT à BC, de BC à RT (en point à point), de RT à RT (en diffusion) ou de BC à RT (en diffusion). 
Avec les bus HS de supports électriques, l'architecture physique est semblable à celle du 3838 / 1553B, sauf que le répéteur central doit se trouver à une extrémité de chacune des lignes de collecteur et de distribution: les connexions du RT à ces lignes fonctionnent de préférence dans une direction physique. le bus - donc coupleurs directionnels. 
L'utilisation de supports optiques pour les bus HS, par exemple dans l'EFABus, a un impact significatif sur les architectures physiques: il n'est pas pratique d'implémenter des architectures de bus à couplage T plus simples, où le bus tourne autour de la plate-forme (par exemple, l'aéronef), et chaque élément remplaçable en ligne (LRI) se connecte, à l’aide d’un stub, au point le plus proche de son parcours. Au lieu de cela, chaque LRI dispose d'une connexion de support physique optique à un coupleur en étoile commun, qui le connecte passivement à tous les autres LRI connectés au même coupleur étoile. Dans le cas d'un coupleur étoile réfléchissant, la connexion du RT au bus sera un câble à fibre unique sur lequel le RT transmet et reçoit (semi-duplex). Avec un coupleur en étoile transmissive, chaque abonné RT est connecté via deux fibres, une pour transmettre et une pour recevoir des données. 

## Séquence de transfert
Chaque transfert sur le canal Haute Vitesse (HS) est initié via un transfert BC-RT sur le canal Basse Vitesse (LS) 3838 / 1553B sur une sous-adresse spécifique nommée HSSA (de l'anglais High Speed Sub-Address) des RT récepteurs et émetteurs par le contrôleur de bus STANAG 3910 (BC). Bien qu'il s'agisse d'une sous-adresse du côté LS, et qu'elle est donc identique à celle de toute autre sous-adresse de la RT 3838 / 1553B, cette sous-adresse est appelée sous-adresse HS (HSSA). Les transferts BC-RT 3838 / 1553B portent chacun un mot de données unique, appelé mot d'action HS. Chaque mot d'action HS identifie le message HS à émettre ou à recevoir, de la même manière que les mots de commande utilisés pour initier les transferts 3838 / 1553B RT. Comme pour les transferts 3838 / 1553B, il peut y avoir des transferts HS de BC à RT, RT à BC, RT à RT, BC à RT (diffusion) et RT à RT (diffusion). 
Selon la norme, les mots d’action HS comprennent les éléments suivants : 
- Un champ A / B sur un bit, qui indique sur quel bus d'un canal HS redondant double le message doit être transmis ou reçu.
- Un champ T / R sur un bit, qui indique si le mot d'action HS ordonne à la RT d'émettre ou de recevoir.
- Un champ identifiant de message HS sur 7 bits. Cela indique soit que le mot d'action HS est un code de mode (valeur = 0000000), soit cela identifie la sous-adresse du RT HS (qui est une entité différente de la sous-adresse HS à laquelle le mot d'action HS est envoyé) à partir duquel le message doit être envoyé. envoyé ou auquel il doit être reçu, en fonction de la valeur du champ HS T / R.
- Nombre de blocs HS sur 7 bits (BLC) ou champ de code de mode HS (en fonction du champ identifiant), qui « doit être la quantité de blocs de 32 mots de données à envoyer ou à recevoir par le RT sur le canal HS ou le code de mode HS ». La norme poursuit : « Le message doit comporter 32 mots de données par bloc de données et un maximum de 2 7 blocs de données peuvent être transmis ou reçus ».

En tant que mot de données 3838 / 1553B, le mot d'action HS est précédé du champ de synchronisation de mot de données de 3 bits et suivi du bit de parité à un seul bit. En tant que partie d'un transfert BC-RT 3838 / 1553B, il est précédé d'un mot de commande 3838 / 1553B et doit normalement, s'il n'est pas diffusé, invalide ou illégal, générer un mot d'état 3838 / 1553B de la part de la RT de réception. 
Dans le cas d’un transfert de poste à poste à grande vitesse, le BC envoie un mot d’action du système HS au RT récepteur du système commuté, lui demandant de recevoir le message HS avec une valeur de comptage de blocs spécifiée à la sous-adresse spécifiée. Le RT récepteur répondra ensuite sur le canal LS avec un mot d'état LS indiquant qu'il a reçu le mot d'action HS. Ensuite, après un intervalle intermessage sur le canal LS, le BC enverra un autre mot d'action HS au RT émetteur, lui demandant de transmettre le message, normalement avec la même valeur de comptage de blocs, et à partir de l'une de ses sous-adresses. Le RT émetteur répond ensuite sur le canal LS avec un mot d'état LS indiquant qu'il a reçu le mot d'action HS et complétant le format de commande HS. La TS HS qui émet un message HS commence alors sa transmission dans un délai maximum mesuré à partir du bit de parité (dernier) du mot d'action HS transmis. Cette heure d’initialisation est spécifiée dans les barres obliques, bien que toutes celles du projet de norme actuel soient comprises entre 24 et 32 µS. Si la RT du SH destinataire ne reçoit pas le début du message du SH dans un délai spécifié (dans la barre oblique), ce qui devrait être suffisant pour la durée du format de commande du SH et le temps d'initialisation de l'émetteur, il est nécessaire d'expiration . 
Selon la norme, les messages HS comprennent les éléments suivants : 
- Préambule qui équivaut à une séquence de séquences binaires codées avec une méthode équivalente au codage biphasé Manchester II et qui « est principalement utilisé par le HS MIU [interface RT] destinataire pour acquérir le niveau du signal et la synchronisation à l'aide d'un modèle connu ». Cela est nécessaire car, en tant que protocole de média partagé, ces niveaux de signal et ces débits de transmission de données varieront légèrement entre les émetteurs. Le nombre de bits dans le préambule peut être spécifique à la mise en œuvre, c'est-à-dire qu'il est sélectionné par les concepteurs du système.
- Un délimiteur de démarrage (SD) d'une longueur de 4 bits fois, mais formaté comme un motif spécifique constituant un signal biphasé illégal Manchester II, de sorte qu'il peut toujours être distingué des données.
- Un champ de contrôle de trame (FC) sur 8 bits portant une valeur fixe. Ce champ existe pour la compatibilité avec d'autres protocoles utilisant des unités de données de protocole (PDU) similaires.
- Un champ d'adresse physique (PA) sur 8 bits portant l'adresse RT du RT source STANAG 3838.
- Une adresse de destination (DA) sur 16 bits, qui peut être subdivisée en une adresse RT en 7 bits et une sous-adresse en 8 bits ou peut contenir une adresse logique de 15 bits.
- Un compte de mots (WC) sur 16 bits devant contenir la longueur réelle du champ de charge utile d'informations (voir ci-dessous) du message en mots.
- Un champ d'informations utiles de trame (info) pouvant contenir jusqu'à 4 096 mots de 16 bits chacun. Ce champ d'information est organisé en blocs de 32 mots et le mot d'action HS, plutôt que d'indiquer la longueur du message à recevoir ou à transmettre en mots, spécifie le nombre de blocs.
- Un mot de séquence de contrôle de trame (FCS), qui « fournit une vérification des erreurs dans le message » et couvre les champs FC, PA, DA, WC, INFO et FCS. 
  - Les champs FC, PA, DA, WC, INFO et FCS doivent tous être formatés en tant que signaux Manchester II biphasés valides.
  - Il n'y a pas de délimiteurs ni de séparateurs explicites entre les champs de la PDU, les blocs ou les mots du champ d'information et tous doivent être transmis de manière contiguë.
- Un champ de délimiteur de fin (ED), long de 4 bits et, comme le champ SD, est un signal biphasé illégal Manchester II qui peut toujours être distingué des données.

Alors que les champs WC doivent contenir la longueur réelle des champs d’information suivants en mots, si la RT destinataire met en oeuvre une fonctionnalité appelée vérification du nombre de mots, la longueur du champ d’information peut être inférieure à 32 fois la longueur du champ. nombre de blocs dans le mot d'action HS jusqu'à 31 mots. En effet, la longueur du dernier bloc d'un message HS peut varier de un à 32 mots. Si le terminal destinataire n'effectue pas la vérification du nombre de mots, la longueur du champ d'information doit être égale au nombre de blocs multiplié par 32. La norme n'indique pas comment le terminal émetteur est censé savoir si la RT destinataire met en oeuvre cette fonctionnalité ou non; par conséquent, on peut supposer qu'il fait partie de la conception du système. 
Il existe également, à l'instar des mots d'état 3838 / 1553B, des mots d'état HS. Ce sont également des mots de données 3838 / 1553B envoyés sur le canal LS, à partir de la sous-adresse HS à laquelle les mots d'action HS sont envoyés. Contrairement aux états 3838 / 1553B, les mots d'état ne sont donc pas transmis automatiquement par les RT et obligent le STANAG 3910 BC à provoquer leur transmission sur le canal LS à partir de la même sous-adresse HS que celle à laquelle les mots d'action ont été envoyés. 
La sous-adresse HS, à laquelle sont envoyés les mots d'action HS, et à partir de laquelle les mots d'état HS et HS ???? les mots sont transmis, n'est pas spécifié par la norme, à l'exception du mot « ne doit pas être égal à 00000 ou 11111 (en binaire) et ne doit pas être utilisé pour une autre fonction ». Il peut alors être sélectionné pour la mise en œuvre spécifique, c'est-à-dire une valeur qui n'est pas utilisée par ailleurs. 
Il est également possible d’avoir des transferts normaux 3838 / 1553B qui ont lieu par le canal LS seul et qui peuvent utiliser l’une des autres sous-adresses 3910 / 1553B. Ces transferts peuvent avoir lieu en parallèle avec les transferts de canaux HS ou être entre eux. Cependant, il est de pratique courante de ne pas utiliser le canal LS autrement que pour le contrôle du HS, pour les commandes de mode LS entre autres, par exemple pendant le transfert intercellulaire. 

## Développements
Il existe également une version étendue d’EFABus, connue sous le nom d’EFABus Express (EfEx). Ceci a été conçu pour la tranche 2 de l'Eurofighter Typhoon afin de réduire le temps nécessaire à la configuration des transferts SH en leur permettant d'être configurés sur le canal HS. Cette version est entièrement compatible avec MIL-STD-1553 / STANAG 3838 et l’EFABus mixte (STANAG 3910). 

## Protocoles concurrents
Un autre développement proposé de MIL-STD-1553 est connu sous le nom de MIL-STD-1553E ou E-1553. Il utilise des technologies similaires à celles utilisées dans l’ ADSL pour transmettre des largeurs de bande beaucoup plus élevées, sur plusieurs canaux, sur le même support que le bus de données existant, mais de manière à ne pas perturber le fonctionnement du 1553B normal. les transferts de données ou les RT qui ne devraient pas y être associés. MIL-STD-1553E est donc une option attrayante pour la mise à niveau d'aéronefs existants qui utilisent le 1553B, car elle ne doit impliquer aucune modification du câblage ou de RT qui ne sont pas tenus de prendre part à ces transferts à grande vitesse.
Cependant, bien que des recherches aient été effectuées sur son utilisation, il ne semble pas y avoir d’application existante ou imminente sur des aéronefs de production, qu’il s’agisse de nouvelles constructions ou de mises à niveau. Cela peut être lié à la sensibilité de ces transmissions à haute vitesse supplémentaires au routage spécifique des câbles d’autobus 1553 et à l’emplacement exact des coupleurs, des BC et des RT sur différents aéronefs d’une flotte, ce qui peut rendre difficile la spécification, avant une mise à niveau, précisément quelle capacité supplémentaire pourrait être fournie. 